# 1809 en littérature
| Années de la littérature : 1806 - 1807 - 1808 - 1809 - 1810 - 1811 - 1812    |
| Décennies de la littérature : 1770 - 1780 - 1790 - 1800 - 1810 - 1820 - 1830 |

Cet article présente les faits marquants de l'année 1809 en littérature.

## Événements
- 1er mars : premier numéro du périodique littéraire et politique The Quarterly Review (la « Revue trimestrielle »), publiée par John Murray à Londres[1].
- 7 juillet : Jane Austen s’installe avec sa sœur et sa mère à Chawton House à Chawton, près d’Alton, dans le Hampshire[2].

- 28 décembre[3] : création d'une École d’art dramatique à Moscou[4].

## Parutions
- Lord Byron, English bards, and Scotch reviewers : a satire, London, James Cawthorn, 1809 (présentation en ligne) (« Bardes anglais et critiques écossais »).
- Josef Dobrovský, Ausführliche Lehrgebäude der böhmischen Sprache, Prag, bey Johann Herrl, 1809 (présentation en ligne) (« Système complet de la langue tchèque »), la première grammaire moderne du tchèque, rédigée en allemand.
- Marie-Gabriel-Florent-Auguste de Choiseul-Gouffier, Voyage pittoresque de la Grèce, vol. 2, Paris, 1809 (présentation en ligne), en trois volumes, publiés en 1782, 1809 et 1824.
- Diedrich Knickerbocker (Washington Irving), A History of New York : From the Beginning of the World to the End of the Dutch Dynasty, Inskeep & Bradford, 1809 (présentation en ligne) (« Histoire de New York racontée par Dietrich Knickerbocker »).

- François-René de Chateaubriand, Les Martyrs : ou le Triomphe de la religion chrétienne, vol. 1, Paris, Le Normant, 1809 (présentation en ligne), épopée en prose en deux volumes.
- Johann Wolfgang von Goethe, Die Wahlverwandschaften, Tübingen, Johann Friedrich Cotta, 1809 (présentation en ligne) (« Les Affinités électives »), roman.

- Ivan Krylov, Fables, Saint-Pétersbourg[4].

## Naissances
- 19 janvier : Edgar Allan Poe, écrivain, poète, dramaturge et éditeur américain († 7 octobre 1849).
- 20 mars : Nicolas Gogol, écrivain et dramaturge russe († 21 février 1852).
- 30 juin : Joseph-Pierre Borel d’Hauterive, dit Pétrus Borel ou « le Lycanthrope », poète, traducteur et écrivain français († 14 juillet 1859).